# Sesto San Giovanni
Sesto San Giovanni is de grootste voorstad van Milaan en ligt ten noorden van deze Italiaanse metropool. Sesto verwijst naar de afstand tot de Lombardische hoofdstad, deze bedraagt namelijk 6 mijl.
De moderne stad ligt net buiten de ringweg van Milaan en is met het metrostelsel van deze stad verbonden. Vanwege het traditionele linkse stemgedrag staat de stad in Italië bekend als het Stalingrad van Italië.
Na de Tweede Wereldoorlog kwamen migranten uit heel Italië er wonen, wat leidde tot een toename van de bevolking. Sesto kent een sterke historische bans met de Italiaanse Communistische partij. 
De stad kent veel industrie in de sectoren van metaalbewerking en elektronica.

## Partnersteden
- Zlín (Tsjechië)

## Geboren
- Ferdinando Terruzzi (1924), wielrenner
- Barbara Fusar Poli (1972), kunstschaatsster

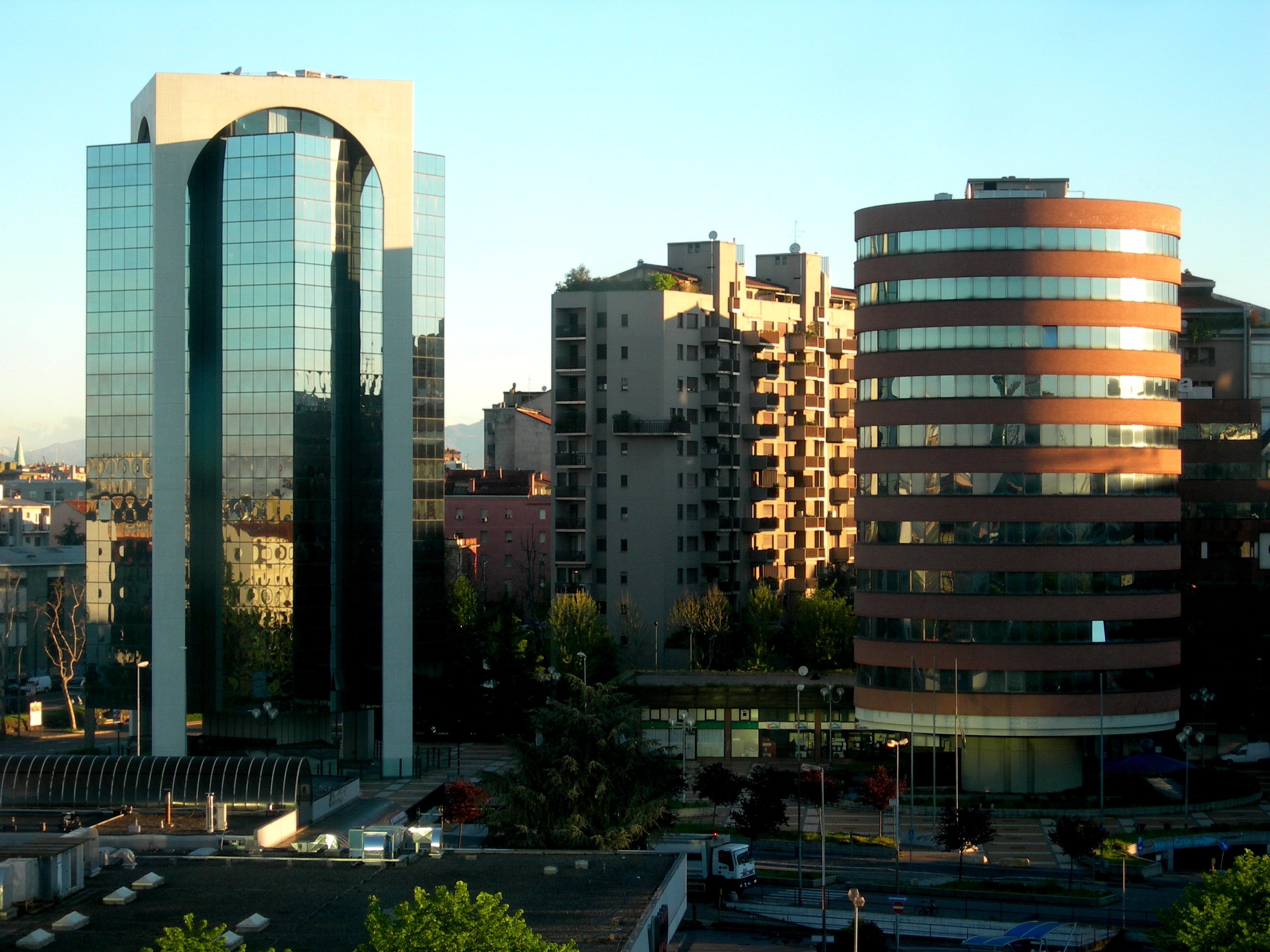
Moderne architectuur in Sesto San Giovanni